# Radu Sabo
Radu Sabo (Kolozsvár, 1971. szeptember 13. –) román labdarúgó.

## Pályafutása
Pályafutását a kolozsvári Universitatea Cluj kezdte, majd 1996-ban igazolt a Gloria Bistrița csapatához. Itt 37 mérkőzésen 13 gólt szerzett, majd egy évig az FC Baia Mare csapatát erősítette.
Ezután Magyarországon a DVSC és a ZTE csapatában játszott.
Első NB I-es mérkőzését 1998. augusztus 1-jén a 0-0-val végződött Diósgyőri FC- DVSC-Epona bajnokin játszotta.
Legemlékezetesebb gólját a ZTE színeiben rúgta, mikor 2002. május 22-én csereként beállva gólt lőtt az FTC-nek, ami csapata első bajnoki címét jelentő találat volt.
A zalaegerszegi öt év után még három évet játszott Romániában az Universitatea Cluj csapatában, majd 2008 júniusában úgy döntött, hogy felhagy a professzionális futballal. A harmadosztályú Sănătatea Cluj csapatánál vállalt játékos-edzői megbízatást.

## Sikerei, díjai
DVSC
- Magyarkupa-győztes: 1999

ZTE
- Magyar bajnok: 2002[3]

## Külső hivatkozások
- zte.hu: A telefonban még együtt a bajnokcsapat, 2010. május 15.

1. ↑  origo.hu: 1998-as labdarúgó bajnokság második fordulója, 2005. augusztus 1.
2. ↑  Ztefc.hu: A 2001–2002-es év magyar bajnoka a ZTE Football Club. [2008. március 2-i dátummal az eredetiből archiválva]. (Hozzáférés: 2008. március 4.)
3. ↑  rsssf.com: Hungary 1999–2000